# 지금룡
지금룡(地金龍, 1906년~?)은 일제강점기 때의 만주국 사무관, 만주국 협화회 간부였다.

## 생애
1906년 함경남도 원산에서 태어났다. 
1932년 3월 일본 주오(中央)대학 경제학과를 졸업 후, 만주국 고급관료 양성기관인 대동학원에 입학해 1934년 6월, 제1부 제3기로 졸업했다. 1934년 12월 안동성 총무청 농무과 속관에 임명되었다. 1935년 7월 안둥성 푸쑹현 부참사로 발탁되었다. 1938년 국무원 내무국 관리처 속관으로 전근했고, 그해 10월 내무국 관리처 고등관시보로 승진했다. 1939년 7월 안둥성 성장관방 고등관시보로 전근해 서무과에서 근무하였고 1940년 3월 고등관특별적격고시에 합격했다. 
1940년 10월, 만주국 사무관으로 임용되어 안둥성 성장관방으로 발령받았으나 다음 날 사직했다. 11월 6일 동남지구특별공작후원회(동만주 일대의 항일유격대를 귀순, 투향시킬 목적으로 1940년 10월 30일 만주국 수도 신징에 설립되어 12월 20일까지 존속한 기관이다.) 평톈지부 위원으로 선출되었다. 
1942년부터 1945년까지 남만주농예화학공업주식회사 사장, 삼척토목회사 사장, 동양농예화학공업회사 전무를 역임했다. 1959년 무렵, 서울에 위치한 삼화날염공업사 사장을 지냈다.

## 참고자료
- 친일인명사전편찬위원회 (2009). 《친일인명사전》. 639쪽.